# Le Temps d'une vie (pièce de théâtre)
Pour les articles homonymes, voir Le Temps d'une vie.
Le Temps d'une vie est une pièce de théâtre québécoise qui retrace la vie campagnarde d’une femme depuis son enfance, au début des années 1900, jusqu’à sa mort dans les années 1960. Au-delà de la chronique intime, Le temps d’une vie décrit aussi tout un pan de l’histoire du Québec au XXe siècle, en particulier l’évolution de la condition féminine. Pièce écrite par Roland Lepage en 1973.